# Le Spectacle du monde
 (mars 2020).
Le Spectacle du monde est une revue française d'actualité géopolitique historiquement liée à l'extrême-droite.

## Histoire
Le Spectacle du monde est créé en avril 1962 par Raymond Bourgine (1925-1990), fondateur, en 1957, de la Compagnie française de journaux (CFJ), alors éditrice de l'hebdomadaire Finance (qui deviendra, en 1966, Valeurs actuelles).
En janvier 1979, le titre absorbe le mensuel Réalités qui disparaît en février 1980. En janvier 1986, le titre absorbe Perspectives fondé en 1982.
En 1982, la CFJ prend le nom de Valmonde et édite, à partir de 2000 le trimestriel Jours de chasse, en plus de Valeurs actuelles et de la revue Le Spectacle du monde. Depuis 2006, son actionnaire majoritaire est Sud Communication, et son président, Pierre-Yves Revol.
En juillet 2015, l’industriel franco-libanais Iskandar Safa, associé à Étienne Mougeotte et à Charles Villeneuve, rachète le groupe Valmonde. En juin 2017, le groupe Valmonde rachète le magazine Mieux vivre votre argent.
Depuis sa création, Le Spectacle du monde s'est placé sous le patronage intellectuel de Pascal, dont ce précepte figure en exergue de chaque numéro : « Il faut de l'agréable et du réel ; mais il faut que cet agréable soit lui-même pris du vrai », ironie que ne manquera pas de souligner Guy Debord dans son film La Société du spectacle[réf. nécessaire].
Après cinq ans d'interruption, la revue réapparaît le 31 janvier 2019. Valmonde souhaite en vendre 30 000 exemplaires.
À partir de mai 2020, la revue réapparaît en kiosque de façon autonome sous la forme d'un trimestriel, d'abord enrichi des dossiers précédents, puis en proposant un contenu inédit (à partir du no 4).
En 2022, Le Spectacle du Monde devient une entité indépendante du groupe Valmonde qui abrite Valeurs actuelles et adopte une nouvelle ligne éditoriale. L'ambassadeur Maurice Gourdault-Montagne, ancien secrétaire général du Quai d'Orsay rejoint le comité éditorial.
Le Spectacle du monde est historiquement considéré comme une revue d'extrême-droite,,.

## Principaux auteurs (1962-2014)
- Abel Bonnard
- Alain de Benoist
- Éric Branca
- Bruno de Cessole
- Claude Jacquemart
- Éric Zemmour
- François Bousquet
- François d'Orcival
- Michel Marmin
- Michel Mourlet
- Patrice de Plunkett
- Philippe Barthelet
- Philippe Conrad
- Pierre Lorrain
- Gérald Olivier

## Principaux auteurs (2019-aujourd'hui)
- Ali bin Samikh Al Marri
- Graham T. Allison
- Mathieu Bock-Côté
- Christian Cambon
- Hassen Chalghoumi
- Wu Chih-chung
- Jared Diamond
- Rod Dreher
- Roger Faligot
- Leonel Fernández
- Sylvain Fort
- David M. Friedman
- Samir Geagea
- Mario Giro
- Maurice Gourdault-Montagne
- David Howell
- François-Bernard Huyghe
- Vladimir Iakounine
- Igor Ivanov
- Alain Juillet
- Robert Kagan
- György Károlyi
- Henri Konan Bédié
- Haïm Korsia
- Mirela Kumbaro
- Jean-Claude Lafourcade
- Pierre Lellouche
- Fiodor Loukianov
- Aram Mardirossian
- Shavkat Mirziyoyev
- Anne-Elisabeth Moutet
- Denis Mukwege
- Joseph Nye
- Michel Onfray
- Alexandre Orlov
- Zakhar Prilepine
- Alain Rémy
- Claude Revel
- Elyakim Rubinstein
- Christian Saint-Étienne
- Louis Raphaël Ier Sako
- Jacques Sapir
- Thilo Sarrazin
- Mohammad Shtayyeh
- Gadi Taub
- Tom Tugendhat
- Hubert Védrine
- Pierre Vermeren
- Maria Zakharova